# Winzenburg
Winzenburg är en ortsteil i kommunen Freden i Landkreis Hildesheim i förbundslandet Niedersachsen i Tyskland. Winzenburg var en kommun fram till 1 november 2016 när den uppgick i Freden. Kommunen Winzenburg hade 688 invånare 2016.